# Jonathan Donahue
Jonathan Donahue (Kingston, 6 maggio 1966) è un musicista statunitense.
È noto, principalmente, per essere chitarrista, cantante e membro fondatore del gruppo musicale statunitense Mercury Rev.

## Biografia
Nei tardi anni '80, fondò, insieme al cantante David Baker, al chitarrista Grasshopper, al bassista Dave Fridmann, al batterista Jimy Chambers e alla flautista Suzanne Thorpe, i Mercury Rev, con i quali scriveva, inizialmente, colonne sonore per lungometraggi a basso costo.
Nel 1989, si unì ai The Flaming Lips per registrare con loro due album, In a Priest Driven Ambulance e Hit to Death in the Future Head.
Nel 1991, pubblicò il primo album con i Mercury Rev, Yerself Is Steam, guadagnando un ottimo successo di critica. Seguì, nel 1993 un secondo album, Boces.
In seguito alla defezione del cantante Baker, dopo la pubblicazione di Boces, Donahue assunse il ruolo di voce principale. Nel 1998, i Mercury Rev pubblicarono Deserter's Songs, considerato, da buona parte della critica, uno dei capolavori della band.
Partecipò anche, nel 1995, al side-project dei Mercury Rev, Harmony Rockets.

## Discografia

### Con i Mercury Rev
- 1991 - Yerself Is Steam
- 1993 - Boces
- 1995 - See You on the Other Side
- 1998 - Deserter's Songs
- 2001 - All Is Dream
- 2005 - The Secret Migration
- 2008 - Snowflake Midnight
- 2008 - Strange Attractor
- 2008 - Snowflake Midnight
- 2015 - The Light In You

### Con i The Flaming Lips
- 1990 - In a Priest Driven Ambulance
- 1992 - Hit to Death in the Future Head

### Con gli Harmony Rockets
- 1995 - Paralyzed Mind of the Archangel Void